# Arianops nodosa
Arianops nodosa är en skalbaggsart som beskrevs av Barr 1974. Arianops nodosa ingår i släktet Arianops och familjen kortvingar. Inga underarter finns listade i Catalogue of Life.